# Parmotrema robustum
Parmotrema robustum är en lavart som först beskrevs av Gunnar Bror Fritiof Degelius och fick sitt nu gällande namn av Mason Ellsworth Hale. 
Parmotrema robustum ingår i släktet Parmotrema och familjen Parmeliaceae. Inga underarter finns listade i Catalogue of Life.